# 今泉忠義
今泉 忠義（いまいずみ ただよし、1900年7月17日 - 1976年11月5日）は、日本の国語学者。國學院大學名誉教授、立教大学文学部教授。

## 人物
三矢重松、折口信夫に師事し、折口信夫の五博士のうちの一人。日葡辞書の研究や、源氏物語の現代語訳・語法の研究で知られる。主著は『国語発達史大要』、『国語学史概説』、『現代語の性格』、『日葡辞書の研究』、『源氏物語全現代語訳』など。

## 略歴
- 明治33年（1900年）- 愛知県南設楽郡西郷村（現・新城市）に生まれる。
- 大正7年（1918年）- 愛知県立第二中学校（現・愛知県立岡崎高等学校）卒業[2]。
- 大正8年（1919年）4月 - 國學院大學予備科入学、同年9月予科入学。
- 大正12年（1923年）- 大学部国文科卒業。
- 大正15年（1926年）- 皇典講究所神職養成部講師（昭和3年（1928年）退職）。
- 昭和3年（1928年）- 國學院大學教授。
- 昭和4年（1929年）4月 - 立教大学文学部教授[1]。
- 昭和23年（1948年）- 学位論文「現代語法の特質とその歴史性」で文学博士の学位を取得。
- 昭和46年（1971年）- 國學院大學名誉教授。
- 昭和51年（1976年）- 心臓麻痺で死去。

## エピソード
- 愛称は「今忠（いまちゅう）」。愛妻家として知られる。
- 正則中学校の国語教師をしていた際の教え子が三谷栄一。今泉が國學院大學予科教授に栄転したのに引きずられて、三谷も國學院大學に進学することになった。
- 「大馬鹿野郎」という卑俗な言葉をよく使っていた。これは刺激の強いスラングを敢えて用いることによって、学生に「口惜しかったら、もっと勉強しろ」という警鐘を鳴らすためであった。学生への愛情に裏打ちされた厳しさがあった。
- 源氏物語の講義は単位取得が難しいことで有名であった。今泉が教室に入ると、助手により扉が閉められ、鍵がかけられる。遅刻者の入場は認められなかった。「優」が取れることは奇跡とされていた。試験問題の中に、高等学校レベルの基礎的な文法問題が含まれており、それができなければまず単位は出なかったという。試験の結果を聞き、今泉に「合格！」と言われただけで感涙にむせぶ学生が続出するほどの厳しい単位認定であり、國學院大學では伝説として語り伝えられている。日本語文法の基礎を重んじる考えが、こうした厳しさに繋がっていたという。後々になると学生たちは今泉忠義に厳しく鍛えられたことに自信と誇りを持ち、感謝したと伝えられている。
- ハワイに向けて飛行中のノースウエスト機内で急逝した。ハワイで司法解剖され、死因が心臓麻痺とわかった。遺体はホノルルで荼毘にふされ、帰国した。

（以上はすべて関根賢司「今泉忠義の現代語訳」『解釈と鑑賞』2007年1月号 より）

## 著書

### 単著
- 『国語発達史大要』白帝社、1939年。
- 『現代語の性格』三教書院、1944年。
- 『土佐日記精解』技報堂文教社、1949年。
- 『国語学概論』有精堂、1950年。
- 『国語史概説』白帝社、1950年。
- 『雨月物語精解』技報堂、1950年。
- 『概観源氏物語』有精堂、1951年。
- 『標準国文法』旺文社、1954年。
- 『国文法の話 第1-2』健文社〈学生新書〉、1955-56年。
- 『日葡辞書の研究 音韻』桜楓社、1968年。
- 『日葡辞書の研究 語法』桜楓社、1969年。
- 『日葡辞書の研究 字音』桜楓社、1969年。
- 『日葡辞書の研究 語彙』桜楓社、1970年。
- 『日葡辞書の研究 外篇 1-2』桜楓社、1971-72年。
- 『日葡辞書の研究』桜楓者、1971年。
- 『日葡辞書の研究 用語』桜楓社、1970-7年。
- 『源氏物語 語法篇』桜楓社、1977年1月。

### 共著
- 宮地幸一『現代国語法』有精堂、1950年。
- 石沢胖『源氏物語の解釈と文法』明治書院、1954年。
- 山岸徳平『高等学校文語文法』角川書店、1959年。

### 翻訳
- ベヤリング・グウルド『民族学の話』大岡山書店、のち角川文庫、1930年。
- 武田祐吉共訳『国文六国史 第1-11』大岡山書店、1932-4年。
- 橘南谿『東遊記』改造文庫、1939年。
- 『首書源氏物語 上巻』図書出版、1944年。
- 『要註西鶴選』文教社、1948年6月。
- 『徒然草 附・現代語訳 吉田兼好』角川文庫〈改訂版〉、1957年。
- 鎌田広夫、此島正年、清田正喜『源氏物語 1』東出版、1963年4月。
- 源氏物語 現代語訳　1、8，9 桜楓社 1974
- 森昇一、岡崎正継共編『源氏物語』桜楓社、1975年。
- 『源氏物語』桜楓社、1976年。
- 『源氏物語 全現代語訳』講談社学術文庫〈全20冊〉、1978年。

## 記念論集
- 今泉博士古稀記念国語学論叢 桜楓社 1973